# The North Star Grassman and the Ravens
The North Star Grassman And The Ravens è il disco d'esordio da solista di Sandy Denny. Il disco, pubblicato nel 1971, contiene diversi brani inizialmente scritti dalla cantante per il secondo LP del suo gruppo Fotheringay, scioltosi durante le registrazioni.
Alle sessioni di registrazione del disco partecipò anche Richard Thompson, chitarrista dei Fairport Convention appena fuoriuscito dalla band e grande amico della cantante sin dai tempi della loro militanza nei Fairport.
Nel 2005 la Island Records ha ripubblicato l'intera discografia della cantante in versione rimasterizzata con l'aggiunta di bonus tracks.

## Tracce
1. Late November - 4.29
2. Blackwaterside - 4.11
3. The Sea Captain - 3.07
4. Down In The Flood - 3.18
5. John The Gun - 4.36
6. Next Time Around - 4.22
7. The Optimist - 3.24
8. Let's Jump The Broomstick - 2.42
9. Wretched Wilbur - 2.35
10. The North Star Grassman And The Ravens - 3.27
11. Crazy Lady Blues - 3.22

Bonus Tracks:
1. Late November (El Pea Version) - 4.28
2. Walking On The Floor Over You - 4.18
3. Losing Game - 3.25
4. Next Time Around (No strings) - 4.45

### Crediti
Musiche e testi di Sandy Denny.
Blackwaterside è un pezzo tradizionale riarrangiato da Sandy Denny.
Down In The Flood è di Bob Dylan/B. Feldman &Co.
Let's Jump The Broomstick è di Charles Robins.
Walking The Floor Over You è di Earnest Tubb.
Losing Game è di Richard Clapton.
Tecnico del suono: John Wood at Sound Techniques.

## Formazione
- Sandy Denny - voce, pianoforte, chitarra
- Richard Thompson - chitarra, Accordion, Background Vocals
- Trevor Lucas - chitarra, Background Vocals
- Jerry Donahue - chitarra
- Pat Donaldson - basso
- Gerry Conway - batteria

### Strumentisti aggiuntivi
- Buddy Emmons - Pedal Steel
- Tony Reeves - basso
- Ian Whiteman - pianoforte, organo
- Barry Dransfield - violino
- Roger Powell - batteria